# Граховац, Срджан
Срджан Грахо́вац (босн. Srđan Grahovac; род. 19 сентября 1992, Баня-Лука) — боснийский футболист, полузащитник клуба «Борац». Выступал за сборную Боснии и Герцеговины.

## Карьера
Срджан Граховац — воспитанник клуба «Борац» из родного города Баня-Лука. В 2009 году он начал играть за основной состав команды, дебютировав 1 августа в матче с «Лакташи». В сезоне 2010/11 Срджан стал игроком основного состава команды, а также забил первый гол в карьере, принеся победу в матче с «Широки-Бриег». В том же сезоне «Борац» впервые в истории сделал победный «дубль», выиграв чемпионат и Кубок Боснии.
6 июня 2014 года Граховац перешёл в венский «Рапид», заплативший за трансфер футболиста 100 тыс. евро. 31 августа он дебютировал в составе команды в матче с «Грёдигом». Всего в первом сезоне в Австрии босниец выходил на поле лишь в 13 встречах и даже провёл одну игру за «Рапид II». В следующем сезоне 2015/16 стал игроком основы клуба, проведя 26 встреч и забив два гола, также сыграл 4 игры в Лиге Европы. «Рапид» продлил с ним контракт ещё на три года — до лета 2019.
В марте 2017 года «Рапид» отдал Граховаца в бесплатную аренду казахстанскому чемпиону «Астане» на три года с правом выкупа. Срджан провёл 26 игр, забил 8 голов и внёс свой вклад в очередное чемпионство «Астаны». В квалификации Лиги чемпионов участвовал в 6 матчах, а в групповой стадии Лиги Европы сыграл в 4 играх. Однако, по окончании сезона 2017 «Астана» перестала рассчитывать на боснийца из-за перебора легионеров в полузащите. Но выкупила его контракт у «Рапида» в январе 2018 года.
В феврале 2018 года Граховац отправился в аренду в состав чемпиона Хорватии клуб «Риека».

## Международная карьера
В составе сборной Боснии и Герцеговины Граховац дебютировал 29 мая 2016 года в товарищеском матче со сборной Испании, где вышел на замену на 78-й минуте встречи.

## Достижения
«Борац»
- Обладатель Кубка Боснии и Герцеговины: 2010
- Чемпион Боснии и Герцеговины: 2011

«Астана»
- Чемпион Казахстана: 2017